# Kinokuniya
Kinokuniya Shoten est une chaîne japonaise de librairies présente dans une dizaine de pays du monde à travers plus de 80 magasins. À l'étranger, elle se concentre sur les ventes de mangas. Elle distribue également dans son réseau des DVD.

## Filmographie sélective
- 1992 : Tous les matins du monde d'Alain Corneau
- 1996 : Chacun cherche son chat de Cédric Klapisch